# Friedrichsruh (Kreis Darkehmen)
Friedrichsruh war ein Ort im Kreis Heiligenbeil in Ostpreußen. Seine Ortsstelle befindet sich heute im Gebiet der russischen Oblast Kaliningrad (Gebiet Königsberg (Preußen)) im Munizipalkreis Rajon Osjorsk.

## Geographische Lage
Die Ortsstelle von Friedrichsruh liegt in der südlichen Mitte der Oblast Kaliningrad, 14 Kilometer südwestlich der ehemaligen Kreisstadt Darkehmen (1938 bis 1945 Angerapp), die als Osjorsk die heutige Hauptstadt des gleichnamigen Rajons ist.

## Geschichte
Friedrichsruh war bis 1945 ein Vorwerk zum heute auf polnischem Gebiet gelegenen Gut Dombrowken (1938 bis 1945 Eibenburg, polnisch Dąbrówka) und auch ein Wohnplatz der letztlich umgewandelten Landgemeinde Eibenburg im ostpreußischen Kreis Darkehmen (ab 1938: Kreis Angerapp), Regierungsbezirk Gumbinnen. Andere Vorwerke von Dombrowken/Eibenburg waren Rosenau (polnisch Rożny) und Rossossen (1938 bis 1945 Kleineibenburg, polnisch Rososze). Im Jahre 1905 zählte Friedrichsruh 41 Einwohner.
Als 1945 in Kriegsfolge durch das Gebiet Ostpreußen die Grenze zwischen der Sowjetunion (Nordteil) und Polen (Südteil) gezogen wurde, lag Friedrichsruh auf sowjetischer Seite mitten im Grenzgebiet. Hierin ist wohl auch der Grund zu sehen, dass das Dorf nicht mehr besiedelt wurde, so dass auch kein russischer Name bestimmt werden musste. Der Ort war verwaist und gilt heute als untergegangen. Seine Ortsstelle liegt im Gebiet des Rajon Osjorsk in der Oblast Kaliningrad der Russlands.

## Religion
Bis 1945 war Friedrichsruh in das Kirchspiel der evangelischen Kirche Dombrowken (resp. Eibenburg, polnisch Dąbrówka) in der Kirchenprovinz Ostpreußen der Kirche der Altpreußischen Union eingegliedert.

## Verkehr

### Straße
Die Ortsstelle von Friedrichsruh liegt östlich einer Nebenstraße, die bei Saosjornoje (Kowarren, 1938 bis 1946 Kleinfriedeck) von der Regionalstraße 27A-025 (frühere R 508) abzweigt. Hinter der Ortsstelle Jautecken (1938 bis 1946 Friedeck) zweigt eine Landwegverbindung nach Friedrichsruh ab. Die Nebenstraße endet im russisch-polnischen Grenzgebiet und verlief bis 1945 weiter bis nach Launingken (1938 bis 1945 Sanden, polnisch Ołownik).

### Schiene
Bis 1945 war „Friedrichsruh (Ostpr.)“ eine Bahnstation an der Bahnstrecke Gumbinnen–Angerburg (Gussew-Węgorzewo), die nach dem Krieg nicht mehr befahren wurde und deren Anlagen fast sämtlich demontiert sind.